# Odyseusz i gwiazdy
 Odyseusz i gwiazdy (czes. Odysseus a hvězdy) – czechosłowacki film fantastycznonaukowy dla młodzieży w reżyserii Ludvíka Rážy, zrealizowany w 1976. 

## Obsada
- Alois Švehlík jako ojciec
- Jaroslava Obermaierová jako matka
- Gustav Bubník jako Míša
- Gabriela Hyrmanová jako Káťa
- Milena Dvorská jako żona Mišy w roku 2000[1]
- Jaroslav Moučka jako Drnák
- Jana Boušková jako księgowa
- Miriam Chytilová jako uczennica
- Miloš Vavruška jako pracownik radiolokacji
- Dagmar Patrasová jako kobieta w samochodzie
- Petr Štěpánek jako milicjant
- Martin Růžek jako milicjant
- Stanislav Fišer jako pracownik radiolokacji
- Roman Skamene
- Jan Kraus